# Зарудинецька сільська рада (Ружинський район)
Зарудинецька сільська рада — колишня адміністративно-територіальна одиниця та орган місцевого самоврядування у Білилівському, Попільнянському і Ружинському районах Бердичівської округи, Київської і Житомирської областей Української РСР та України з адміністративним центром у с. Зарудинці.

## Населені пункти
Сільській раді були підпорядковані населені пункти:
- с. Зарудинці
- с-ще Городоцьке

## Населення
Відповідно до перепису населення СРСР, станом на 17 грудня 1926 року, чисельність населення ради становила 1 120 осіб, з них, за статтю: чоловіків — 562, жінок — 558; етнічний склад: українців — 409, росіян — 5, євреїв — 9, поляків — 694, чехів — 3. Кількість господарств — 274, з них несільського типу — 25.
Відповідно до результатів перепису населення СРСР, кількість населення ради, станом на 12 січня 1989 року, становила 1 072 особи.
Станом на 5 грудня 2001 року, відповідно до перепису населення України, кількість мешканців сільської ради становила 943 особи.

## Склад ради
Рада складалася з 14 депутатів та голови.

## Керівний склад сільської ради
| ПІБ                            | Основні відомості                                                 | Дата обрання | Дата звільнення |
| ------------------------------ | ----------------------------------------------------------------- | ------------ | --------------- |
| Хоцянівський Анатолій Іванович | Сільський голова, 1974 року народження, освіта, безпартійний      | 26.03.2006   | 31.10.2010      |
| Хоцянівський Анатолій Іванович | Сільський голова, 1974 року народження, освіта вища, безпартійний | 31.10.2010   |                 |

Примітка: таблиця складена за даними джерела

## Історія
Створена 1923 року в с. Зарудинці Білилівської волості Бердичівського повіту Київської області. Станом на 17 грудня 1926 року в підпорядкуванні ради числяться залізнична станція Зарудинці та залізничний пристанок Зарудинці. Станом на 1 жовтня 1941 року зал. прист. Зарудинці не перебуває на обліку населених пунктів.
Станом на 1 вересня 1946 року сільська рада входила до складу Ружинського району Житомирської області, на обліку в раді перебувало с. Зарудинці. Зал. ст. Зарудинці не перебуває на обліку.
11 серпня 1954 року, внаслідок виконання указу Президії Верховної ради УРСР «Про укрупнення сільських рад по Житомирській області», до складу ради приєднано с. Ревуха (згодом — Зоряне) ліквідованої Зорянської сільської ради Ружинського району.
На 1 січня 1972 року сільська рада входила до складу Ружинського району Житомирської області, на обліку в раді перебували села Зарудинці та Зоряне.
28 грудня 1990 року, відповідно до рішення Житомирської обласної ради, підпорядковано селище Городоцьке Городоцької сільської ради Ружинського району. 29 листопада 2001 року, відповідно до рішення Житомирської обласної ради «Про утворення в Ружинському районі Зорянської сільської ради», с. Зоряне увійшло до складу відновленої Зорянської сільської ради Ружинського району.
Виключена з облікових даних 17 липня 2020 року. Територію та населені пункти ради, відповідно до розпорядження Кабінету Міністрів України № 711-р від 12 червня 2020 року «Про визначення адміністративних центрів та затвердження територій територіальних громад Житомирської області», включено до складу Ружинської селищної територіальної громади Бердичівського району Житомирської області.
Входила до складу Білилівського (7.03.1923 р.), Ружинського (27.03.1925 р., 4.01.1965 р.) та Попільнянського (30.12.1962 р.) районів.